# Serra de la Batalla (Tivissa)
|  | No confondre amb la Serra de la Batalla situada entre Vistabella del Maestrat (Alt Maestrat) i Puertomingalvo (Gúdar-Javalambre, Aragó). |

La Serra de la Batalla és una serra situada al municipi de Tivissa a la comarca de la Ribera d'Ebre, amb una elevació màxima de 380 metres.